# Timo Oksanen
Timo Oksanen, född 1976 i Finland, är en finländsk bandymålvakt. Hans moderklubb är Narukerä.

## Karriär
Oksanen var bland annat målvakt för Finlands herrlandslag i bandy vid VM 2004 i Sverige då Finland tog sitt första VM-guld. I finalen gjorde Timo ett långt utkast till Sami Laakkonen som i förlängningen avgjorde till Finlands fördel med 5–4.
Han spelade säsongen 2006/2007 i Sverige, för Bollnäs GoIF som han vann World Cup 2005 med. Timo var själv en av Bollnäs hjältar genom att göra flera matchavgörande räddningar i finalen mot Edsbyns IF.
Han är känd för sina långa utkast. Timo kan också kasta låga bollar som är skruvade och friställer ofta anfallare; han var i unga år en duktig spjutkastare. Inför säsongen 2007/2008 blev Timo utlånad från Bollnäs till HK Uralskij Trubnik i den ryska ligan. 
Oksanen har spelat 34 A-landskamper för Finland.